# 尤利娅·舒赫特

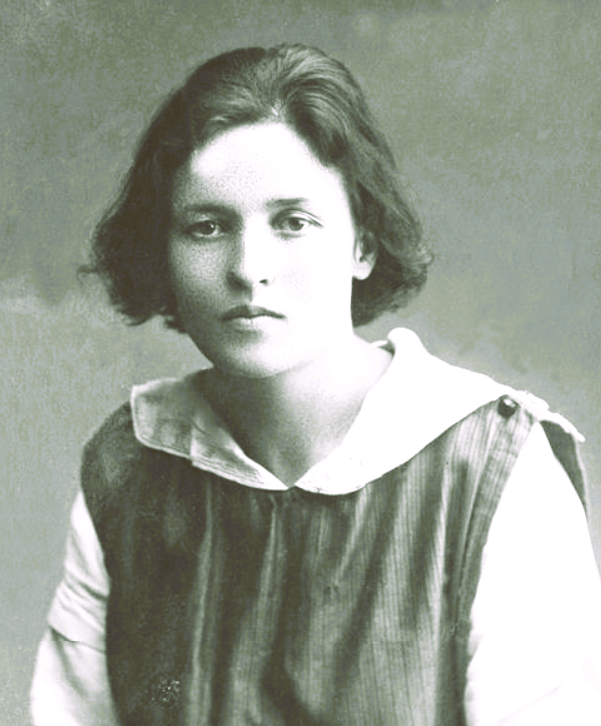
1918年的尤利娅·舒赫特

尤利娅·阿波洛芙娜·舒赫特（俄語：Юлия Аполловна Шухт；1896年9月19日—1980年6月21日），意大利语化为朱莉娅·舒赫特（Giulia Schucht），是一位俄罗斯小提琴家和教师。她出生于瑞士日内瓦。她的祖先于18世纪从萨克森王国移民到俄罗斯帝国，祖父亚历山大·伊万诺维奇凭借军功为家族取得世袭贵族身份。1923年，她嫁给意大利共产主义思想家安东尼奥·葛兰西；夫妇俩有两个儿子：朱利亚诺和德里奥。她逝世于苏联佩列杰尔基诺。